# Motrić
Motrić es un pueblo ubicado en la municipalidad de Rekovac, en el distrito de Pomoravlje, Serbia.

## Superficie
Posee una superficie de 3,956 kilómetros cuadrados.

## Demografía
Hasta 2011 la población era de 141 habitantes, con una densidad de población de 35,64 habitantes por kilómetro cuadrado.